# 弗爾克范格
弗爾克范格（Fólkvangr，Folkvanger），在北歐神話中，這是女神弗蕾亞（Freya）的位於阿斯嘉特（Asgard）的宮殿，其中有個大廳叫「色斯靈尼爾」（Sessrymnir），有「充滿座位」之意。
在戰場上死亡的戰士，會成為英靈戰士（恩赫里亞），其中一半會到英靈殿（瓦爾哈拉）去，另外一半據說會來此地。